# Ash-Sharqiyya, Saudiarabien
Mintaqa ash-Sharqiyya (arabiska: منطقة الشرقية), även transkriberat al-Sharqiyya, eller Östra provinsen, är den östligaste provinsen (mintaqa) i Saudiarabien, och dess huvudstad Dammam ligger vid Persiska viken.
Provinsen hade 5 125 254 invånare i maj 2022.